# Mahajangasuchus insignis
Mahajangasuchus insignis era un rettile estinto, vissuto nel Cretaceo superiore (circa 70 milioni di anni fa) e imparentato con i coccodrilli. I suoi resti sono stati ritrovati in Madagascar.

## Descrizione
Simile all'attuale alligatore del Mississippi (Alligator mississippiensis), questo grande coccodrillo era dotato di una testa enorme, fornita di robuste mascelle e di denti lunghi e acuminati. Queste caratteristiche permettono di stabilire che il mahajangasuco era uno dei principali predatori del suo ambiente. Lungo circa 4-5 metri, questo animale possedeva un corpo largo e robusto, dotato della tipica corazza dei coccodrilli; le zampe erano corte e poste in posizione laterale rispetto al corpo. La coda era molto allungata rispetto ad altre forme simili, come Uberabasuchus terrificus, rinvenuto in Sudamerica.

## Classificazione
Il mahajangasuco appartiene a un gruppo di arcosauri imparentati con i coccodrilli noto come Mahajangasuchidae, ai quali dà il nome. Questi animali, di grandi dimensioni e di costituzione molto robusta, erano formidabili predatori terrestri. All'epoca della sua scoperta, Mahajangasuchus era stato ascritto ad altre famiglie meno conosciute, come i Peirosauridae e i Trematochampsidae. Altri mahajangasuchidi erano Uberabasuchus e Kaprosuchus, dai lunghi denti acuminati.

## Stile di vita
Il mahajangasuco probabilmente viveva in prossimità dei corsi d'acqua, tendendo agguati ai grandi animali che si abbeveravano, ma doveva vivere per la maggior parte del suo tempo sulla terraferma. 
Il mahajangasuco non era l'unico coccodrillo presente nel suo ecosistema: tra le altre forme, il più caratteristico era Simosuchus clarki, un piccolo animale dalla testa squadrata.